# Ponta da Faca
A Ponta da Faca é um promontório português localizado na freguesia de São Caetano, concelho da Madalena do Pico, ilha do Pico, arquipélago dos Açores.
Esta formação geológica localiza-se próxima ao Porto da Praínha do Galeão, do promontório da Pontinha das Formigas e da Ponta Alta. É coberto pelo Farol da Ponta de São Mateus,